# Narciso Gonell
Narciso Gonell (La Guaira, c. 1800-La Guaira, 1873) fue un militar venezolano.

## Biografía
Nació hacia 1800 en La Guaira, en el seno de una familia acomodada. Se incorporó en 1816 a las tropas con las que MacGregor y Soublette se internaron en el país después de la acción de Ocumare. En Barcelona se puso a las órdenes de Piar y le acompañó en sus operaciones de Oriente y Guayana hasta el asalto malogrado de Angostura. Entonces, con otros independientes, buscó y se incorporó al ejército de Simón Bolívar que avanzaba a Guayana en 1817. Siguió la campaña de aquel año y en la de 1818 recibió varias heridas en la acción del Rincón de los Toros. Restablecido de sus heridas se incorporó al ejército de Bolívar en Apure y marchó a la campaña de Nueva Granada en 1819. Siguió en operaciones hasta Bogotá, y volvió a Venezuela en el Ejército Libertador, concurriendo a la acción de Carabobo en 1821. Quedó haciendo la campaña de Puerto Cabello a las órdenes del general Páez y fue uno de los asaltantes de dicho lugar como capitán de una compañía de la Columna Anzoátegui. Continuó sirviendo a la República y llegó al rango de primer jefe de Anzoátegui, hasta la Revolución de las Reformas de 1835, en la que se comportó de forma leal al Gobierno. Restablecido el orden y puesto en libertad, continuó sirviendo al Gobierno venezolano. Falleció, pobre, en su ciudad natal, el 5 de enero de 1873.